# 黎玉璽
黎玉璽（1914年5月28日—2003年2月19日），號薪傳，中華民國海軍一級上將，四川達縣人，曾任參謀總長與海軍總司令。

## 經歷

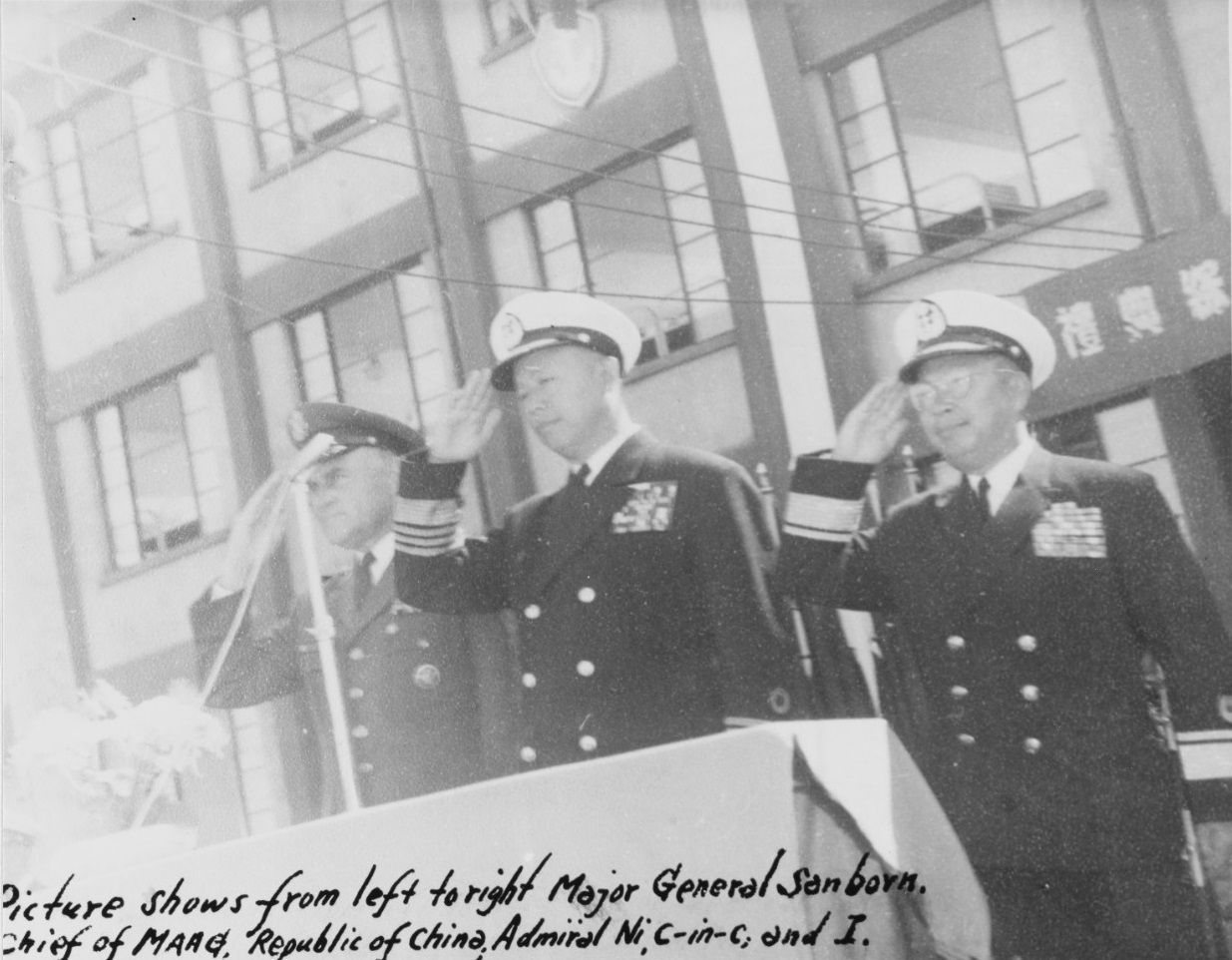
黎玉璽上將（中央）與海軍訓練司令部司令周非少將（右）、美軍顧問團團長桑鵬少將（左）校閱學員列隊，1965年3月

黎玉璽1934年畢業於電雷學校，經進修後，於1938年加入江陰江防司令部任基層海軍軍官，正式參與中日戰爭。二戰後，1946年則旋即參與國共內戰。歷經膠東、遼東沿海海戰，並於1947年9月截獲擊毀甫成立的中國解放軍的海康號、海燕號，並收復煙臺、威海衛、營口等港口。1948年，國共內戰戰況逆轉，國民革命軍漸次從中國大陸撤退，他也擔任掩護撤退等工作，頗有戰功。
1950年代，中華民國政府遷徙來台後，他再於中華民國海軍中任少將參謀長，副總司令。並在1955年，1958年參與各戰役。其中以八二四海戰與九二海戰最為著名。他並在於金門海戰達成運送八英吋巨砲任務（轟雷行動），為該海戰關鍵人物之一。因此戰功，他於1959年2月升任中華民國海軍總司令，同年7月晉升海軍二級上將。
1965年6月，蔣中正明令發表黎玉璽為參謀總長。7月，升任國防部參謀本部參謀總長。該參謀總長任期於1967年6月結束。
1967年7月，任總統府參軍長，晉升一級上將。1970年6月18日，特任黎玉璽為駐土耳其大使；6月25日，呈遞到任國書。:7891973年7月，回任總統府參軍長。1978年5月，任總統府戰略顧問。2003年黎玉璽罹患肺癌。2003年2月19日上午，黎玉璽因肺癌引發呼吸衰竭，病逝三軍總醫院，享壽89歲。

## 家族
黎玉璽之子黎昌意曾在香港經商並擔任行政院大陸委員會香港事務局局長（即中華旅行社總經理）及中國國民黨港澳總支部書記長，因其高調參與活動、組織親中華民國政黨一二三民主聯盟，並與具官方身份的新華社香港分社（今香港中聯辦前身）來往而引起香港傳統右派社團（如九龍總商會、九龍樂善堂、港九工團聯合總會等）不滿，曾發動九次「倒黎」，最後其黯然下台。黎昌意女兒黎明柔為藝人及於中國廣播公司擔任節目主持。

## 軼事
- 据说1949年蒋中正来臺，就是坐舰黎玉玺上校的军舰至基隆，当时老蒋舰上点名，第一位点舰长，黎喊玉玺在，蒋大悦，即便江山不在玉玺仍在握，此起不停升黎官至海軍總司令及參謀總長等職務一说[3]。